# Kampagne Lebendige Flüsse

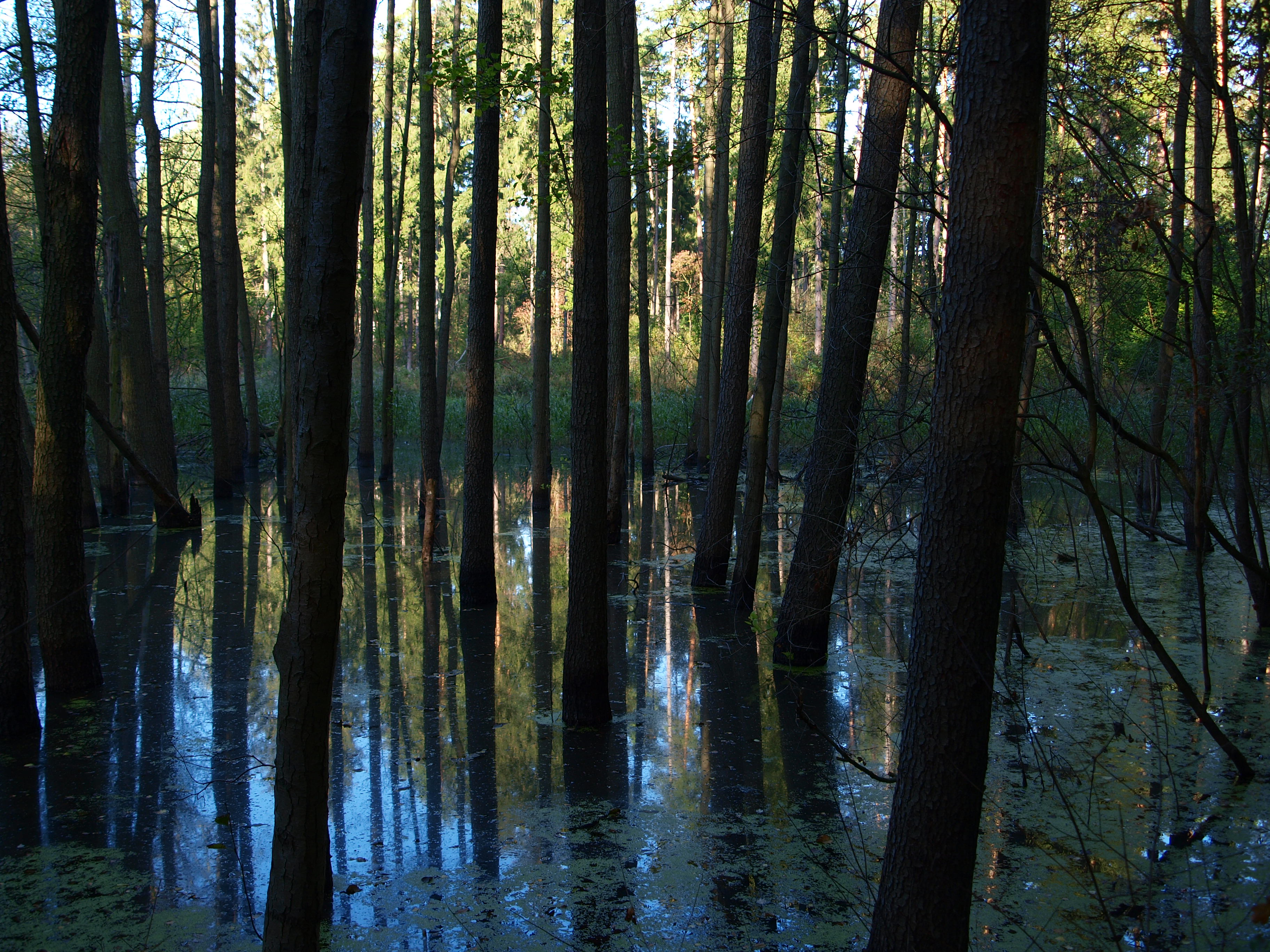
Lebendige Flussaue an einem Seitenarm der Oder

Die Kampagne „Lebendige Flüsse“ wurde von der Deutschen Umwelthilfe (DUH) ins Leben gerufen und setzt sich bundesweit dafür ein, dass Flüsse und Bäche wieder naturnahe Landschaften werden. Ziel ist dabei die Vernetzung der Aktivitäten verschiedener Naturschutzverbände (BUND, NABU, DUH und regionale Vereine) und Institutionen in den großen Einzugsgebieten der Oder, Elbe, Rhein, Neckar, Donau und Werra-Weser.

## Aktivitäten
Die Naturschutzverbände setzten sich vor allem für Flussrenaturierungen und die Schaffung neuer Überschwemmungsflächen ein.
Um praktische Maßnahmen zum Schutz von Flüsse und Bäche durchzuführen, arbeiten i. d. R. unterschiedliche lokale Akteure zusammen: Fischereiverbände, Wassersportvereinigungen, alle beteiligten Behörden, Schifffahrt und andere Nutzer.
Praktische Aktivitäten der lokalen Arbeitskreise sind häufig die Renaturierung einzelner Flussabschnitte. Hierzu werden häufig in verdolten Abschnitten von Bächen Strömungshemmer eingesetzt. Durch den Einbau von Steinen und Hölzern wird so die Fließgeschwindigkeit in den Rohren verringert und Fische können gegen die Strömung anschwimmen. Dadurch können sie in die Oberläufe der Bäche vordringen, um dort abzulaichen. Sogenannte Fischtreppen an Schleusen und Wehren erfüllen dieselbe Funktion.
Durch umweltpädagogische Projekte soll eine stärke Verbindung zum „eigenen Fluss“ bei Kindern und Jugendlichen geschaffen werden. Umweltpädagogen führen mit Schulklassen Projekte an den Flüssen, führen limmnische Untersuchungen durch und Veranstalten Führungen entlang der Gewässer.

## Ziele
Das Netzwerk „Lebendige Flüsse“ will die Funktion von Flüssen und Bächen als Lebensadern der Landschaft bundesweit in der Öffentlichkeit bekannter machen und politische Lobbyarbeit für ökologischen Hochwasserschutz leisten. Ein Ziel ist dabei insbesondere auch, die Voraussetzungen zur Umsetzung der EU-Wasserrahmenrichtlinie (WRRL) in Deutschland und Europa auf qualitativ hohem Niveau zu schaffen.

## Flussprojekte

### Lebendige Donau
Die Aktion Lebendige Donau wurde 2002 gegründet. Der Arbeitskreis will die industrialisierte Donau und ihre Zuflüsse in einen naturnäheren Zustand zurückführen. Gleiches gilt für die Zuflüsse Aitrach, Riß und Ablach, Brigach, Breg, Schmeie, Große Lauter oder Blau, Lone, Brenz und Eger (Fluss), aber auch die vielen anderen größeren und kleineren Bäche und Gräben im Einzugsgebiet der Donau. Neben der Renaturierung regte der AK lebendige Donau auch die Bepflanzung von Randstreifen entlang der Gewässer an.
Behördlich setzt sich der Arbeitskreis für die Verringerung von Schmutzwassereinleitungen, die Beschränkung von Wasserentnahmen und die Ausweisung von Überschwemmungsgebieten. Auwälder, Feuchtwiesen und dynamische Ufer entlang des deutschen Donaulaufes sollen geschaffen werden. Neben den Anrainerkommunen ist besonders das Regierungspräsidium Tübingen mit seiner Außenstelle in Riedlingen wichtigster Partner.

### Lebendige Elbe

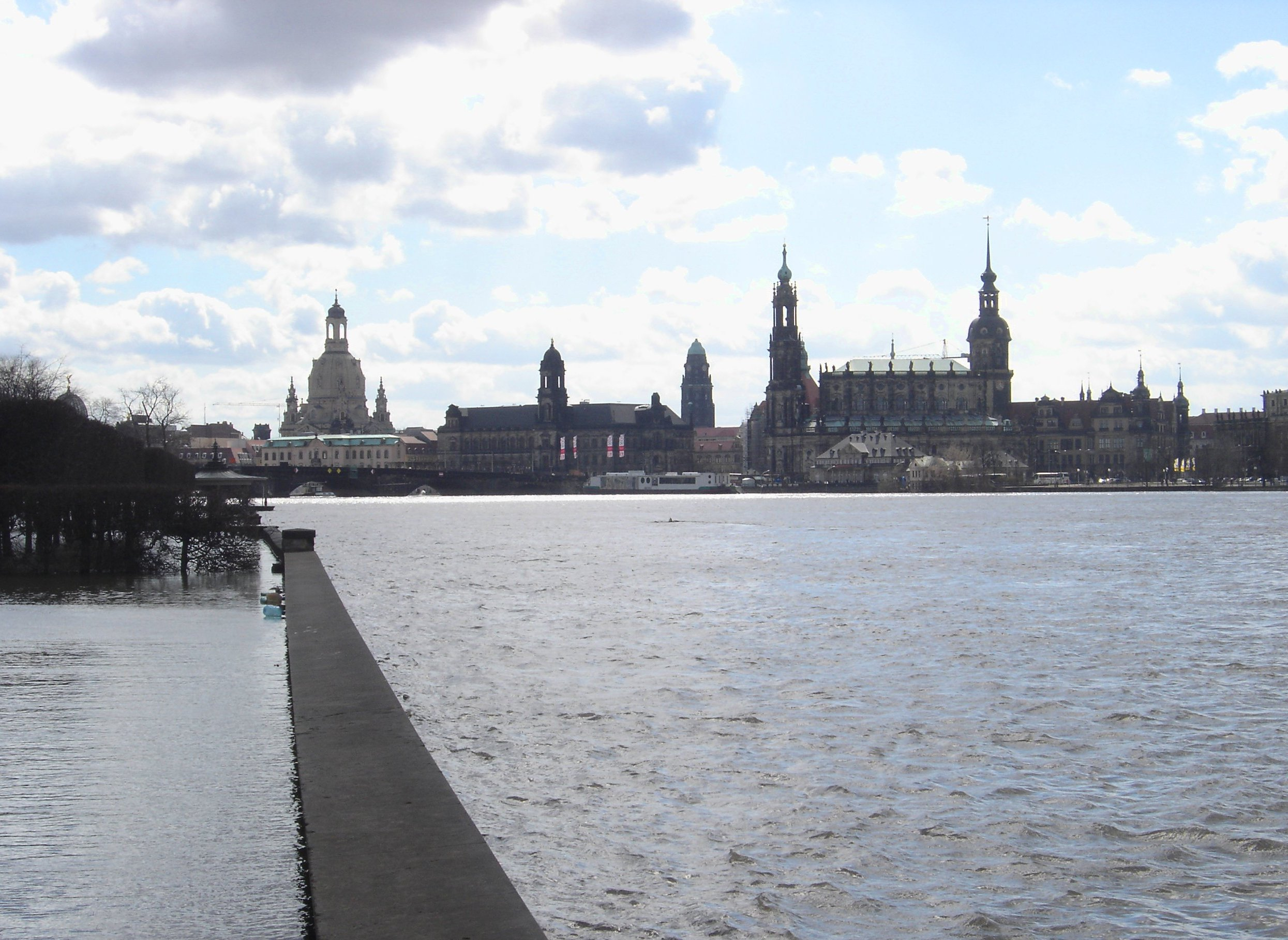
Elbhochwasser 2006 in Dresden
Der Unterlauf der Elbe von der Nordsee bis Hamburg wurde seit 1818 bis heute kontinuierlich vertieft, während wichtige Überschwemmungsflächen durch Eindeichung und Bebauung zerstört wurden.

Im Arbeitskreis Lebendige Elbe arbeiten DUH, die NABU- und BUND-Landesverbände entlang der Elbe und der Hamburger Verein Rettet die Elbe e.V. mit. Politisch stand in den letzten Jahren der Stopp der Elbvertiefung im Vordergrund sowie die umweltpädagogischen Projekte mit Schulen.

### Lebendiger Neckar
Der Arbeitskreis Lebendiger Neckar wurde am 14. Juni 1998 gegründet. Neben ehrenamtlichen Mitarbeitern wurde das Büro am Fluss geschaffen. Das Büro koordiniert von Wendlingen am Neckar aus die Aktion Lebendiger Neckar. Ein Team von Naturwissenschaftlern und Ingenieuren führt verschiedene Projekte durch und erarbeitet Machbarkeitsstudien, die die Potenziale des Neckars und seiner Zuflüsse aufzeigt. Daneben nimmt das Büro am Fluss auch planerische Aufgaben entlang der Gewässer wahr und arbeitet mit der Wasserwirtschaftsverwaltung zusammen.
Unter dem Namen Lebendiger Neckar finden auch jährlich im Sommer Volkfestveranstaltungen statt.

### Lebendige Werra
Seit 2000 gibt es die Aktion Lebendige Werra, die sich um die Erhaltung und ökologische Durchgängigkeit des Flusses kümmert. Besonders die Zusammenarbeit mit den lokalen Forstverwaltungen ist wichtig, da der Fluss in weiten Abschnitten durch Wälder verläuft.

### Lebendige Weser
Die Aktion Lebendige Weser e.V. hat ihre Geschäftsstelle in Höxter und betreibt ein infomobil, führt regelmäßig Info-Veranstaltungen durch und organisiert Bachpatenschaften. 2005 gründete die deutsche Umwelthilfe zusammen mit der Fachhochschule Lippe in Höxter das Büro am Fluss. Ziel ist die Umsetzung einzelner Abschnitte des Renaturierungskonzepts für den Fluss und sein Einzugsgebiet.

### Lebendiger Rhein – „Fluss der tausend Inseln“
Drei NABU-Fachinstitute an Ober-, Mittel- und Niederrhein erarbeiteten und setzten unter Leitung der NABU Naturschutzstation e.V. in Kranenburg von 2003 bis 2007 anhand von 15 Modellprojekten Maßnahmen zur ökologischen Verbesserung beispielhafter Uferabschnitte um. Trotz nachhaltiger Verbesserung der Wasserqualität hat der rigorose Ausbau zur meistbefahrenen Binnenschifffahrtsstraße Europas weiterhin eine starke Verarmung des Ökosystems Rhein zur Folge. Hier sieht der NABU weiterhin konkreten Handlungsbedarf. Bislang wurden sieben Modellmaßnahmen durch die Aktion Lebendiger Rhein – Fluss der tausend Inseln umgesetzt. An sechs Stellen wurde die Uferbefestigung zurückgebaut und an einer Stelle wurden Leitwerke und Buhnen ökologisch sinnvoll umgebaut.